# Списак тренутних гувернера држава Мексика
На овој страници налази се списак гувернера држава Мексика.

## Списак гувернера
| Држава                 | Портрет | Гувернер                                | Странка                                | Почетак мандата     | Крај мандата        |
| ---------------------- | ------- | --------------------------------------- | -------------------------------------- | ------------------- | ------------------- |
| Агваскалијентес        |         | Марија Тереза Хименез Ексивел           | Национална акциона партија             | 1. октобар 2022.    | 30. септембар 2028. |
| Доња Калифорнија       |         | Марина дел Пилар Авила Олмеда           | Национални регенерациони покрет        | 1. новембар 2021.   | 31. октобар 2027.   |
| Јужна Доња Калифорнија |         | Карлос Мендоза Давис                    | Национална акциона партија             | 10. септембар 2015. | 9. септембар 2021.  |
| Кампече                |         | Карлос Мигел Ајса Гонзалес              | Институционална револуционарна партија | 13. јун 2019.       | 15. септембар 2021. |
| Чијапас                |         | Рутилио Ескандон                        | Национална акциона партија             | 8. децембар 2018.   | 7. децембар 2024.   |
| Чивава                 |         | Хавиер Корал Хурадо                     | Национална акциона партија             | 4. октобар 2016.    | 7. септембар 2021.  |
| Мексико                |         | Клаудија Шејнбаум                       | Национални регенерациони покрет        | 5. децембар 2018.   | 4. децембар 2024.   |
| Коауила                |         | Мигел Анхел Рикелме Солис               | Институционална револуционарна партија | 1. децембар 2017.   | 30. новембар 2023.  |
| Колима                 |         | Хосе Игнасио Пералта                    | Институционална револуционарна партија | 11. фебруар 2016.   | 31. октобар 2021.   |
| Дуранго                |         | Хосе Росас Аиспуро                      | Национална акциона партија             | 15. септембар 2016. | 14. септембар 2022. |
| Гванахуато             |         | Диего Синхе Родригез Ваљехо             | Национална акциона партија             | 26. септембар 2018. | 25. септембар 2024. |
| Гереро                 |         | Хектор Астудиљо Флорес                  | Институционална револуционарна партија | 27. октобар 2015.   | 26. октобар 2021.   |
| Идалго (држава)        |         | Омар Фајад                              | Институционална револуционарна партија | 5. септембар 2016.  | 4. септембар 2022.  |
| Халиско                |         | Енрике Алфаро Рамирез                   | Грађански покрет                       | 6. децембар 2018.   | 5. децембар 2024.   |
| Мексико (држава)       |         | Алфредо дел Мазо Маза                   | Институционална револуционарна партија | 15. септембар 2017. | 14. септембар 2023. |
| Мичоакан               |         | Силвано Ауреолес Конехо                 | Партија демократске револуције         | 1. октобар 2015.    | 30. септембар 2021. |
| Морелос                |         | Куатемок Бланко                         | Партија друштвеног сусрета             | 1. октобар 2018.    | 30. септембар 2024. |
| Најарит                |         | Антонио Ечеварија Гарсија               | Национална акциона партија             | 19. септембар 2017. | 18. септембар 2021. |
| Нуево Леон             |         | Хаиме Родригез Калдерон                 | Независан                              | 4. октобар 2015.    | 3. октобар 2021.    |
| Оахака                 |         | Алехандро Мурат Инохоса                 | Институционална револуционарна партија | 1. децембар 2016.   | 30. новембар 2022.  |
| Пуебла                 |         | Мигел Барбоса Уерта                     | Национални регенерациони покрет        | 1. август 2019.     | 1. децембар 2024.   |
| Керетаро               |         | Франциско Домингез Сервиен              | Национална акциона партија             | 1. октобар 2015.    | 30. септембар 2021. |
| Кинтана Ро             |         | Карлос Хоакин Гонзалес                  | Партија демократске револуције         | 25. септембар 2016. | 24. септембар 2022. |
| Сан Луис Потоси        |         | Хуан Мануел Карерас                     | Институционална револуционарна партија | 26. септембар 2015. | 25. септембар 2021. |
| Синалоа                |         | Кирино Ордаз Копел                      | Институционална револуционарна партија | 1. јануар 2017.     | 31. децембар 2022.  |
| Сонора                 |         | Клаудија Павловић                       | Институционална револуционарна партија | 13. септембар 2015. | 12. септембар 2021. |
| Табаско                |         | Адан Аугусто Лопез Хернандез            | Национални регенерациони покрет        | 1. јануар 2019.     | 30. септембар 2024. |
| Тамаулипас             |         | Франциско Хавијер Гарциа Кабеза де Вака | Национална акциона партија             | 1. октобар 2016.    | 30. септембар 2021. |
| Тлакскала              |         | Марко Антонио Мена Родригез             | Институционална револуционарна партија | 1. јануар 2017.     | 30. август 2021.    |
| Веракруз               |         | Китлауак Гарсија Хименез                | Национални регенерациони покрет        | 1. децембар 2018.   | 30. новембар 2024.  |
| Јукатан                |         | Маурисио Вила Досал                     | Национална акциона партија             | 1. октобар 2018.    | 30. септембар 2024. |
| Закатекас              |         | Алехандро Тељо Кристерна                | Институционална револуционарна партија | 12. септембар 2016. | 11. септембар 2021. |